# Salep

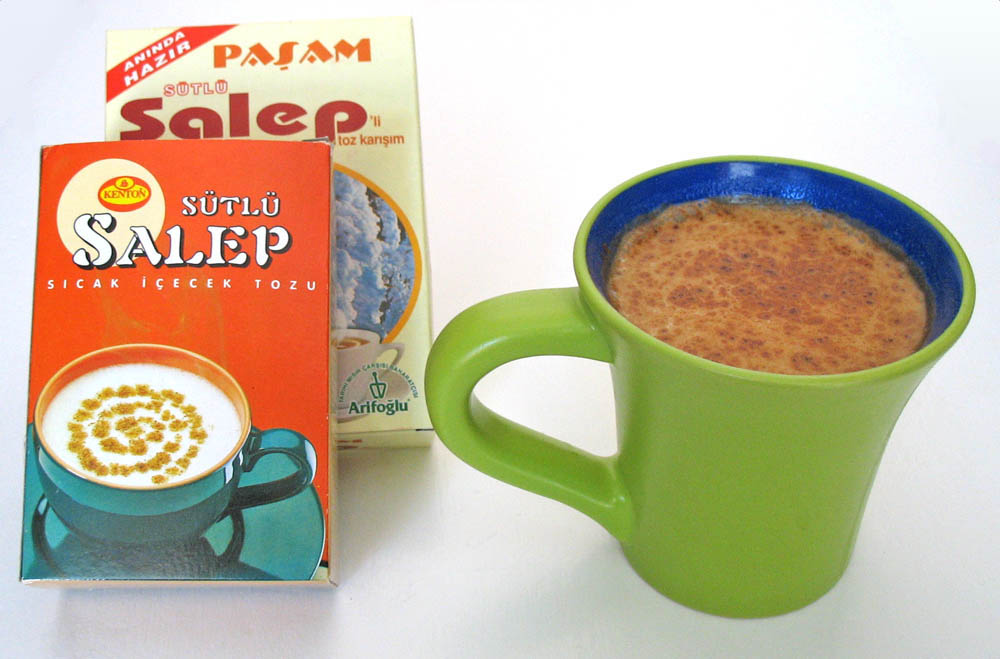
Preparado comercial turco de harina de Salep.

El Salep es una bebida caliente que se bebe en los días fríos de invierno, típica de Turquía y otros países históricamente influidos por el antiguo Imperio Otomano. Se elabora a partir de la orquídea Orchis mascula y Orchis militaris, con cuyos tubérculos se elabora una harina aromática, que al diluirse en leche da lugar a la bebida. También es conocida como ثعلب (sa'alab) en persa, o سحلب (saḥlab) en árabe. 
El ingrediente básico del salep es una harina aromática procedente de una orquídea silvestre. Estas orquídeas crecen en los bosques y en las montañas especialmente en tierras calcáreas y su aroma es mayor y más fino cuando crecen en altitudes entre los 1000 y los 1100 m s. n. m. En Anatolia las especies de orquídeas más comunes son las de los géneros ‘Orchis’ y ‘Ophrys’. Las orquídeas son más abundantes en ciudades como Kahramanmaraş, Adıyaman, Bitlis y en la región del Mar Negro, especialmente en Kastamonu. 
Alrededor del tubérculo principal de cada planta nacen otros pequeños que son recogidos para la elaboración de la harina. Los pequeños tubérculos de color crema se extraen de la tierra, se lavan y se introducen en agua o leche hirviendo para quitarles el sabor amargo. Se dejan secar durante varios días, bien sea al aire libre o introduciéndolos en un horno. Una vez secos se guardan o se muelen para obtener la harina.
La harina de salep contiene azúcares, almidón, nitrógeno, y es de color crema. También se utiliza para preparar el helado turco tradicional con una textura elástica y un sabor particular. El salep en invierno se vende en pastelerías. Este bebida caliente y azucarada hecha con leche y harina de salep se sirve con canela. Se consume especialmente en las estaciones de esquí como Uludağ y Kartalkaya.

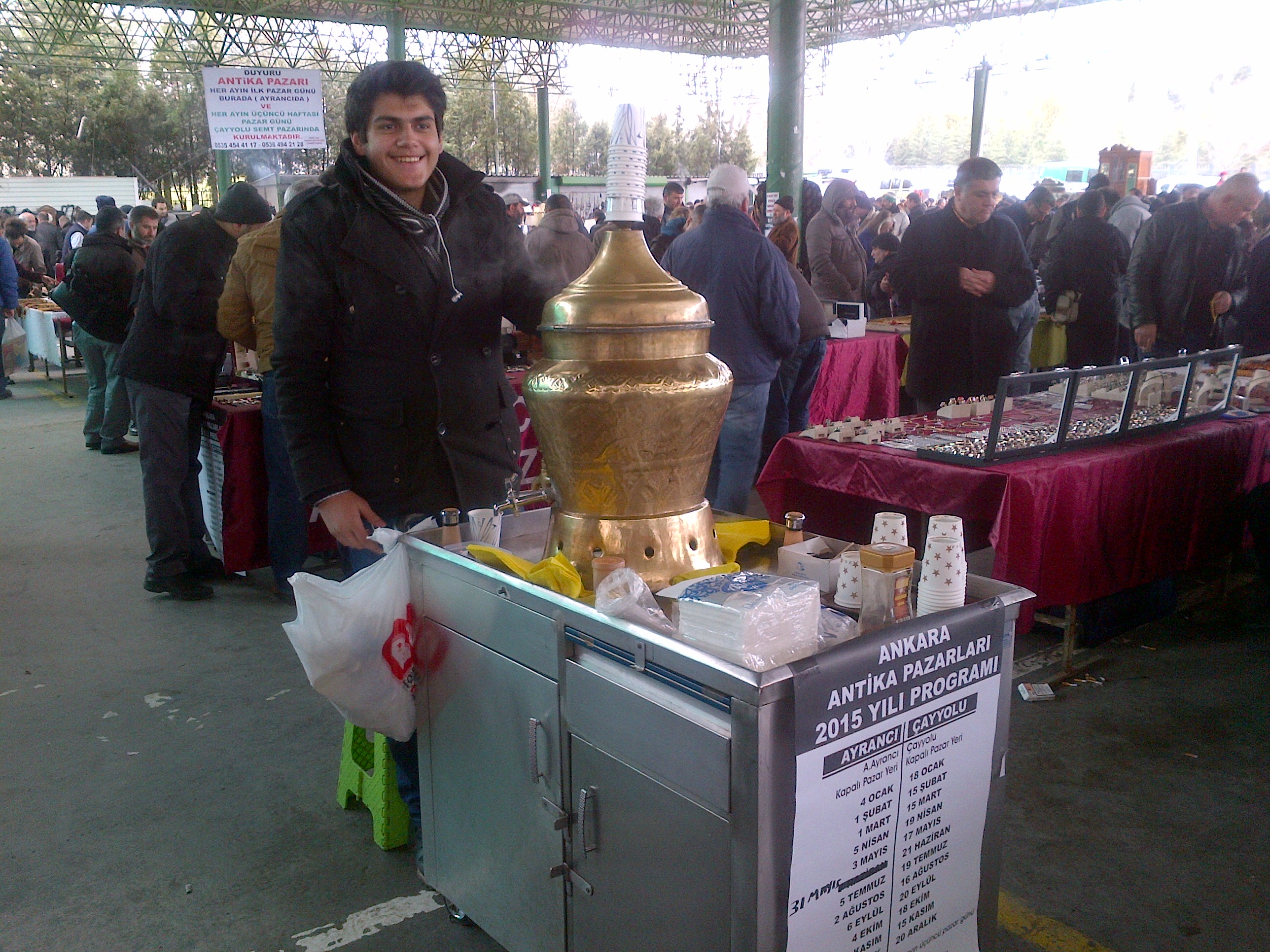
Vendedor de salep en una feria de antigüedades en Ankara.

## Otros usos
La harina salep es muy nutritiva y demulcente. Se usa en dietas especiales de convalecientes y niños. Es muy rica en mucílago y forma una demulcente y suave gelatina que se usa para el canal gastrointestinal irritado.
Una parte de harina con cincuenta partes de agua son suficientes para formar la gelatina. El tubérculo para preparar la harina debe ser recolectado cuando la planta está recién seca después de la floración y cuando ha soltado las semillas.
La recolección de los tubérculos para la producción de salep está amenazando muy seriamente la supervivencia de muchas especies silvestres de orquídeas, especialmente en Próximo Oriente y Asia, donde es muy popular.